# Австралийский международный автосалон
Австралийский международный автосалон (англ. Australian International Motor Show, AIMS) — ежегодная международная выставка автомобилей и технологий в Австралии, которая объединила два существовавших мероприятия: Сиднейский и Мельбурнский автосалоны, проходившие ранее в Сиднее и Мельбурне раздельно. Входит в десятку крупнейших автомобильных выставок мира. С 2010 года AIMS проводился поочерёдно в Сиднее (по чётным годам) и Мельбурне (по нечётным годам). В 2014 году организаторы выставки объявили о прекращении сотрудничества между автосалонами и закрытии мероприятия.
До объединения шоу в Мельбурне было известно как Мельбурнский Международный Автосалон (англ. Melbourne International Motor Show), а в Сиднее как Австралийский международный автосалон (англ. Australian International Motor Show, до 2004 года — Сиднейский автосалон (англ. Sydney Motor Show)).

## История
До объединения в единый автосалон в Австралии проходили два мероприятия: Мельбурнский Международный и Сиднейский автосалоны.
Первое Мельбурнское автомобильное шоу состоялось 30 апреля 1925 года. Мероприятие проводилось вплоть до 2009 года, будучи одним из самых долгоживущих автосалонов Австралии. Шоу в Сиднее, известное как Сиднейский автосалон, впервые было проведено в октябре 1911 года, представив 200 транспортных средств от 89 производителей. В 2004 году оно сменило название на «Австралийский Международный автосалон» (AIMS). Данный шаг был предпринят после того, как автосалон стал настоящим мировым событием и попал в топ-10 автосалонов мира. Выставка проводилась ежегодно до 2008 года, но в связи с финансовым кризисом 2007–2008 годов шоу 2009 года было отменено.
Перед началом подготовки проведения Сиднейского автосалона 2008 года организатор AIMS, Федеральная палата автомобильной промышленности (FCAI) и Викторианская Автомобильная Торгово-промышленная палата (VACC, организатор Мельбурнского Международного автосалона) начали обсуждение и рассмотрение варианта для единой постановки и координации будущих автосалонов в Сиднее и Мельбурне. 3 февраля 2009 года было объявлено о завершении переговоров между FCAI и VACC, и формировании совместной автомобильной выставки, которая будет чередоваться между Мельбурном и Сиднеем раз в два года, начиная с 2010 года. В качестве названия для мероприятия был выбран вариант Сиднейского шоу — «Австралийский Международный Автосалон». Первая совместная автомобильная выставка AIMS состоялась в Сиднее 15-24 октября 2010 года.

Салон 2008 года в Мельбурне

В заявлении, опубликованном 25 февраля 2014 года, VACC и FCAI объявили о роспуске Австралийского Международного Автосалона. 20 мая 2014 года VACC объявила о создании совместного предприятия с Королевским автомобильным клубом Виктории (RACV) — Австралийский автомобильный фестиваль, который пройдёт в Королевском Шоуграунд Мельбурна 26-29 марта 2015 года.

### Сиднейский автосалон
Первый автосалон в Сиднее прошёл в 1911 году в Сиднейском шоуграунд в Мур-Парке. Там же он проводился вплоть до 1987 года. Мероприятие проводилось ежегодно с перерывами на время мировых войн. Организацией шоу занималась Федеральная палата автомобильной промышленности от имени своих членов — автомобильных производителей Австралии, импортёров и дистрибьюторов.
С 1988 года автосалон переехал в Сиднейский Центр выставок и конференций (англ. Sydney Convention and Exhibition Centre), расположенный в гавани Дарлинг.

### Мельбурнский автосалон

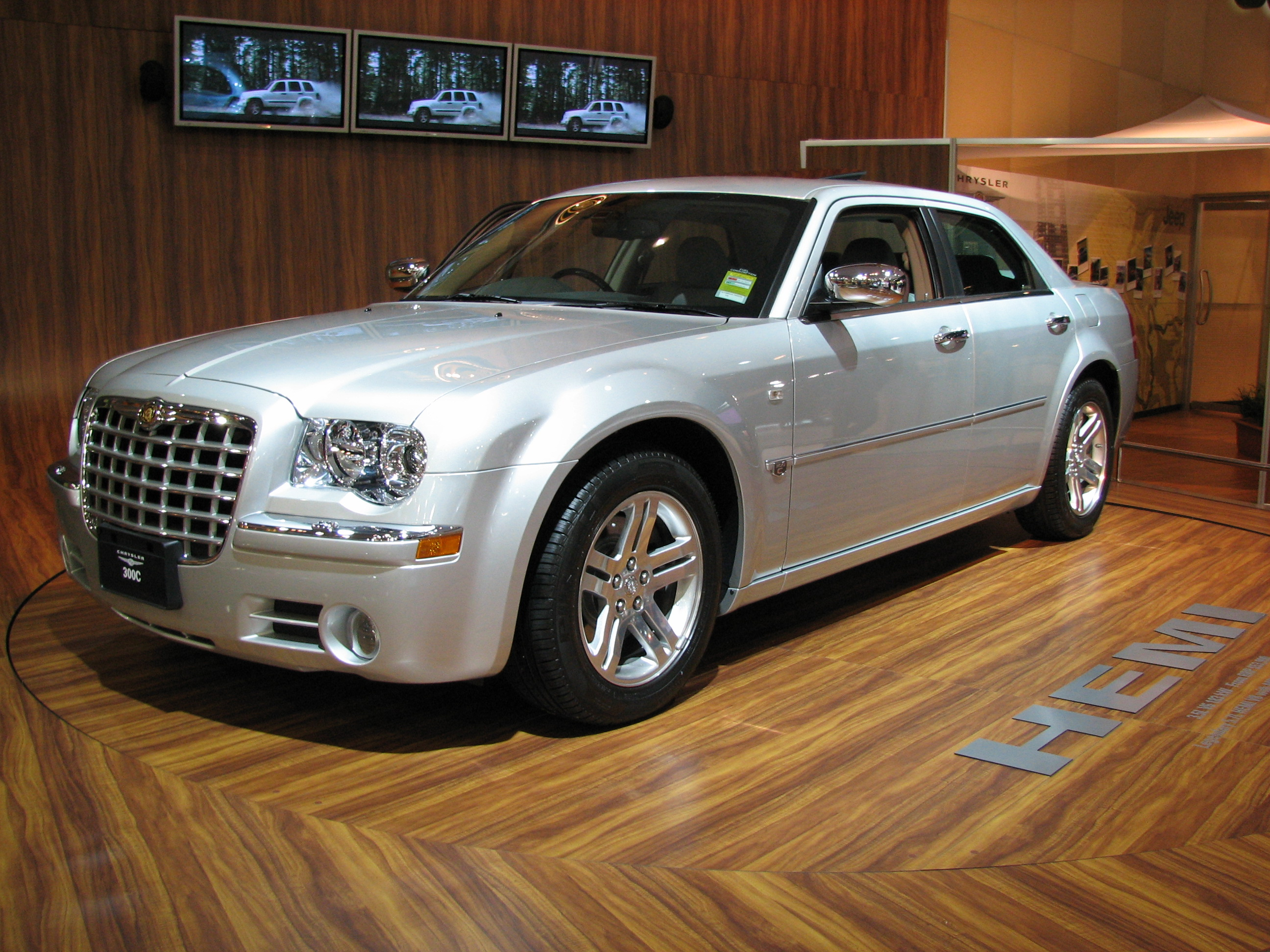
Chrysler 300C на выставке 2005 года

Первый автосалон в Мельбурне прошёл в 1925 году. До 1996 года он проходил в Королевском выставочном центре, после перебрался в Мельбурнский выставочный центр в Саутбенк. До 2009 года шоу традиционно проходило в марте.
В 1927 году дорога к Мельбурнскому автосалону освещалась от отеля Виндзор до Королевского выставочного центра при помощи 1600 ламп, установленных на венецианских масках. Впервые купол Королевского выставочного центра был оснащён подсветкой.
На время Второй мировой войны автосалон прекратил свою деятельность. Несмотря на окончание боевых действий в 1945 году, мероприятие не проводилось вплоть до 1949 года. Организаторы ожидали подъёма автомобильной промышленности, чтобы предоставить посетителям полноценное шоу. 12 мая 1949 видел Королевский выставочный центр вновь открыл свои двери после девятилетнего перерыва.
Среди премьер Мельбурнского автосалона в 1950-х годах выделяются такие автомобили, как Porsche 356 (в 1952 году), Hudson Super Wasp (в 1954 году), Ford Thunderbird (1956 год) и Mercedes-Benz 220S кабриолет (в 1958 году).
В 1957 автосалон привлёк первое освещение мероприятия в телевизионных новостях. Через два года на выставке присутствовало 132 различные модели от 47 производителей автомобильных транспортных средств.
В 1973 году на выставке был представлен макет Спейс шаттла. Он был посвящён первому запуску орбитального программы НАСА Space Shuttle и по замыслу организаторов должен был ознакомить австралийцев с тонкостями и техническими достижениями космических путешествий.
В 1984 на шоу был представлен самый ценный автомобиль в мире (на тот момент) — Rolls-Royce Silver Ghost 1907, который был застрахован Lloyd’s of London за миллион фунтов стерлингов.
Премьеры Мельбурнского автосалона в 1980-х годах включали Toyota Celica и Mazda MX-02 в 1982 году, Mazda 626 в 1983 году и BMW Z1 родстер в 1989.
Выставка 2009 года (75-я по счёту) стала последней, проведённой под именем «Мельбурнский Международный Автосалон».

## Выставки

### 2013—2014
Проведение автосалона в 2013 году планировалось на даты с 28 июня по 7 июля в Мельбурне. Однако организаторы отменили мероприятие в связи со снижением посещаемости и отсутствием поддержки со стороны автопроизводителей.
Через четыре месяца после сообщения об отмене автосалона в Мельбурне, шоу в Сиднее, которое планировалось провести в 2014 году, также было отменено. Множество именитых брендов, в том числе Audi, Alfa Romeo, BMW, Ferrari, Maserati, Mini, Renault и Volvo, предпочли не присутствовать на австралийском международном автосалоне в Сиднее в октябре, предпочитая применить свои маркетинговые бюджеты в других областях.

### 2012

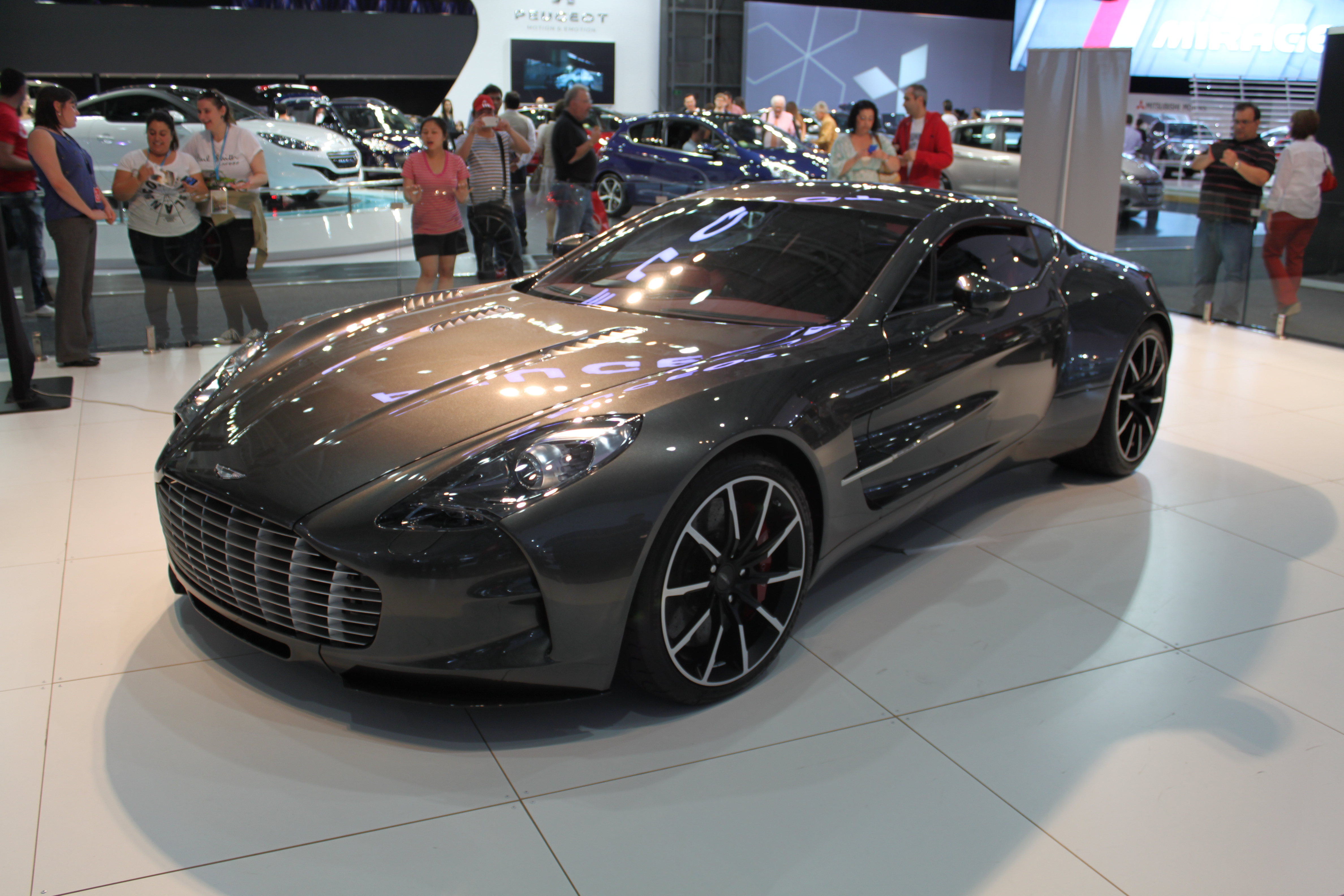
Aston Martin One-77 на выставке 2012 года

В 2012 году автосалон открыл свои двери для публики в Сиднее 19 октября и продлился до 28 октября.
Премьеры:
- Aston Martin One-77
- 2012 Holden Colorado 7 LTZ
- 2012 Holden Cruze Sportwagon
- 2012 Honda CR-V (Версия для Австралии)
- 2012 HSV GTS «25th Anniversary»
- 2012 Hyundai Accent SR Concept
- 2012 Hyundai i30 SR Concept
- 2012 Hyundai Veloster Race Concept
- 2012 Hyundai Veloster Street Concept
- 2012 Jaguar F-Type (X152) S кабриолет
- 2012 Jaguar XF (X250 MY12)
- 2012 Jaguar XJ (X351 MY12) Supersport LWB sedan
- 2012 Jaguar XKR-S (X150 MY12) кабриолет
- 2012 Ford EcoSport (BK)
- 2012 Ford Mondeo Titanium sedan
- Ford Falcon FG (суперкар с V8 двигателем)
- 2012 Kia Rondo (Версия для Австралии)
- 2012 Lexus LF-LC Blue Concept
- 2012 Mazda CX-9 (Рестайлинг версии для Австралии)
- 2012 Mercedes-Benz A200 BlueEFFICIENCY (W176) хетчбэк
- 2012 Mercedes-Benz C250 BlueEFFICIENCY (C204) купе
- 2012 Mercedes-Benz CL63 AMG (C216) coupe
- 2012 Mercedes-Benz CLS500 BlueEFFICIENCY (C218) седан
- 2012 Mercedes-Benz E250 BlueEFFICIENCY (A207 MY12) Avantgarde кабриолет
- 2012 Mercedes-Benz E250 CDI BlueEFFICIENCY (W212 MY12) седан
- 2012 Mercedes-Benz E63 AMG (W212)
- 2012 Mercedes-Benz ML63 AMG (W166)
- 2012 Mercedes-Benz SLK250 BlueEFFICIENCY (R172)
- 2012 Mercedes-Benz SLK55 AMG (R172)
- 2012 Mercedes-Benz SLS AMG (R197) родстер
- Mercedes Benz W204 AMG C63
- 2012 Nissan Pulsar
- 2012 Nissan Pulsar SSS
- 2012 Opel Astra (AS)
- 2012 Opel Astra (AS) Sport
- 2012 Subaru BRZ Motorsport Project Car by PBMS
- 2012 Subaru BRZ STI Sport Kit (Версия для Австралии)
- 2012 Toyota Corolla Ascent
- 2012 Toyota Corolla Ascent Sport
- 2012 Toyota Corolla Levin SX
- 2012 Toyota Corolla Levin ZR
- 2012 Volkswagen Beetle (1L MY13)
- 2012 Volkswagen Passat (3C MY13) Alltrack
- 2012 Volkswagen up! (AA MY13)

### 2011
В 2011 году автосалон открыл свои двери для публики в Мельбурне 1 июля и длился до 10 июля.
Премьеры:
- Audi e-tron
- BMW Vision EfficientDynamics
- 2011 FPV Falcon GT Concept
- 2011 Holden Colorado Concept
- 2011 Holden Cruze Hatchback Concept
- Honda CR-Z
- Hyundai Veloster
- Hyundai i40 Wagon
- Hyundai Blue2 (концепт-кар)
- 2012 Kia Rio
- Ford Falcon EcoLPI
- 2012 Ford Focus
- Lamborghini Aventador
- Lexus LF-Gh
- 2011 Mazda BT-50 Freestyle Cab (Рестайлинг версии для Австралии)
- Mazda Shinari (концепт-кар)
- Mazda Minagi (концепт-кар)
- Mitsubishi PX-MiEV SUV concept (подключаемый гибрид)
- Nissan Leaf
- Porsche 918 Spyder
- Range Rover Evoque (5-дверный)
- Suzuki Swift S-Concept (концепт-кар)
- Subaru Impreza XV
- Toyota FT-86 II
- Toyota Prius C
- Volvo V60 Plug-in Hybrid
- 2011 Walkinshaw Performance Commodore SuperUte

### 2010

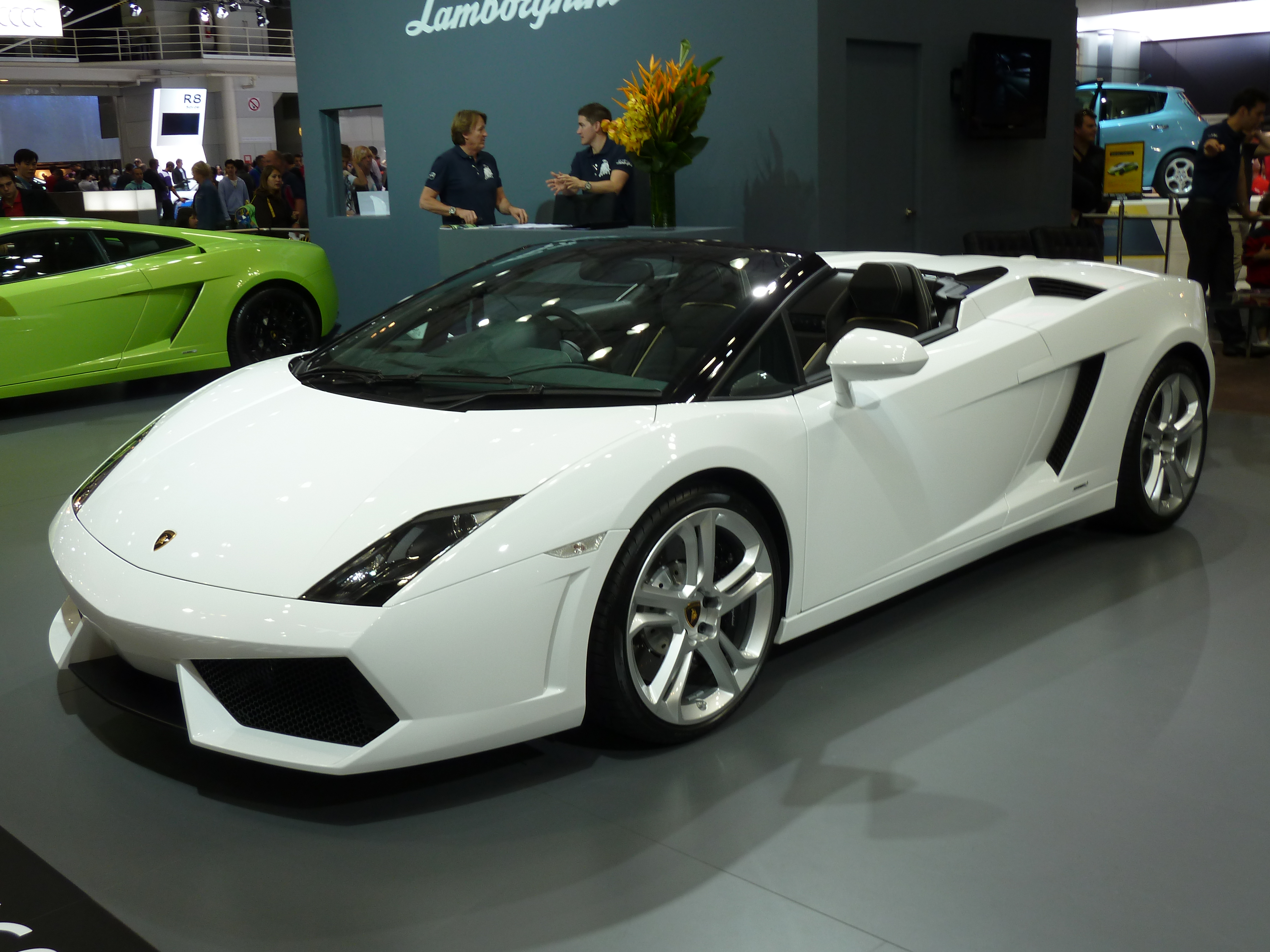
Lamborghini Gallardo на выставке 2010 года

Выставка 2010 года проводилась в Сиднее с 15 по 24 октября. В рамках шоу было представлено более 400 экспонатов.
Премьеры:
- Audi RS5
- 2009-2010 Lamborghini Gallardo
- 2009-2010 Lotus Evora (Type 122)
- 2009-2010 Maserati GranTurismo S MC Sport Line
- 2010 Ford Mondeo (MC) Titanium TDCi
- 2010 Ford Ranger (T6)
- 2010 FPV GT (FG) Boss 335 sedan
- Honda CR-Z Mugen
- 2010 Honda Accord (MY10) VTi-L
- 2010 Honda City (GM) VTi-L
- 2010 Honda Civic Hybrid
- 2010 Honda Legend (KB MY10)
- 2010 Hyundai i20 (PB)
- 2010 Hyundai iMax (TQ-W)
- 2010 Jaguar XF (X250)
- 2010 Kia Cerato (TD MY11) Si
- 2010 Kia Grand Carnival (VQ MY11) Platinum
- 2010 Kia Rio (JB) Sports SE
- 2010 Kia Sorento (XM) Platinum
- 2010 Kia Soul (AM)
- 2010 Kia Sportage (SL) Si
- 2010 Lamborghini Gallardo (L140) LP 550
- Lexus LFA coupe
- Lexus CT 200h F-Sport
- Lexus LS460
- Ford Falcon FG XR50
- Ford FPV GS
- Ford FPV GT
- 2010 Land Rover Discovery
- 2010 Land Rover Freelander 2 (LF) HSE TD4
- 2010 Land Rover Range Rover Sport (L320)
- 2010 Lexus LS
- 2010 Mazda BT-50 (B3000) SDX Boss
- 2010 Mercedes-Benz B200 (W245)
- 2010 Mercedes-Benz E350 (W212) Avantgarde
- 2010 Mercedes-Benz SLS AMG (C197) Blackbird
- 2010 Mitsubishi Colt (RG) VR-X
- 2010 Mitsubishi i MiEV
- 2010 Mitsubishi Lancer (CJ MY11) Ralliart Sportback
- 2010 Mitsubishi Outlander (ZH MY11) LS
- 2010 Mitsubishi Pajero (NT) Platinum
- 2010 Nissan Pathfinder
- 2010 Nissan Patrol (Y62) LE
- 2010 Peugeot 207 CC (A7 Series II) кабриолет
- 2010 Peugeot 4007 SV HDi
- Renault Mégane Trophy купе
- 2010 Subaru Forester
- 2010 Subaru Forester S-Edition
- 2010 Subaru Liberty (MY10) 2.5i
- 2010 Suzuki Kizashi (FR) XLS
- Toyota FT-86G Sports Concept
- 2010 Volvo XC90 (P28) D5

### 2007

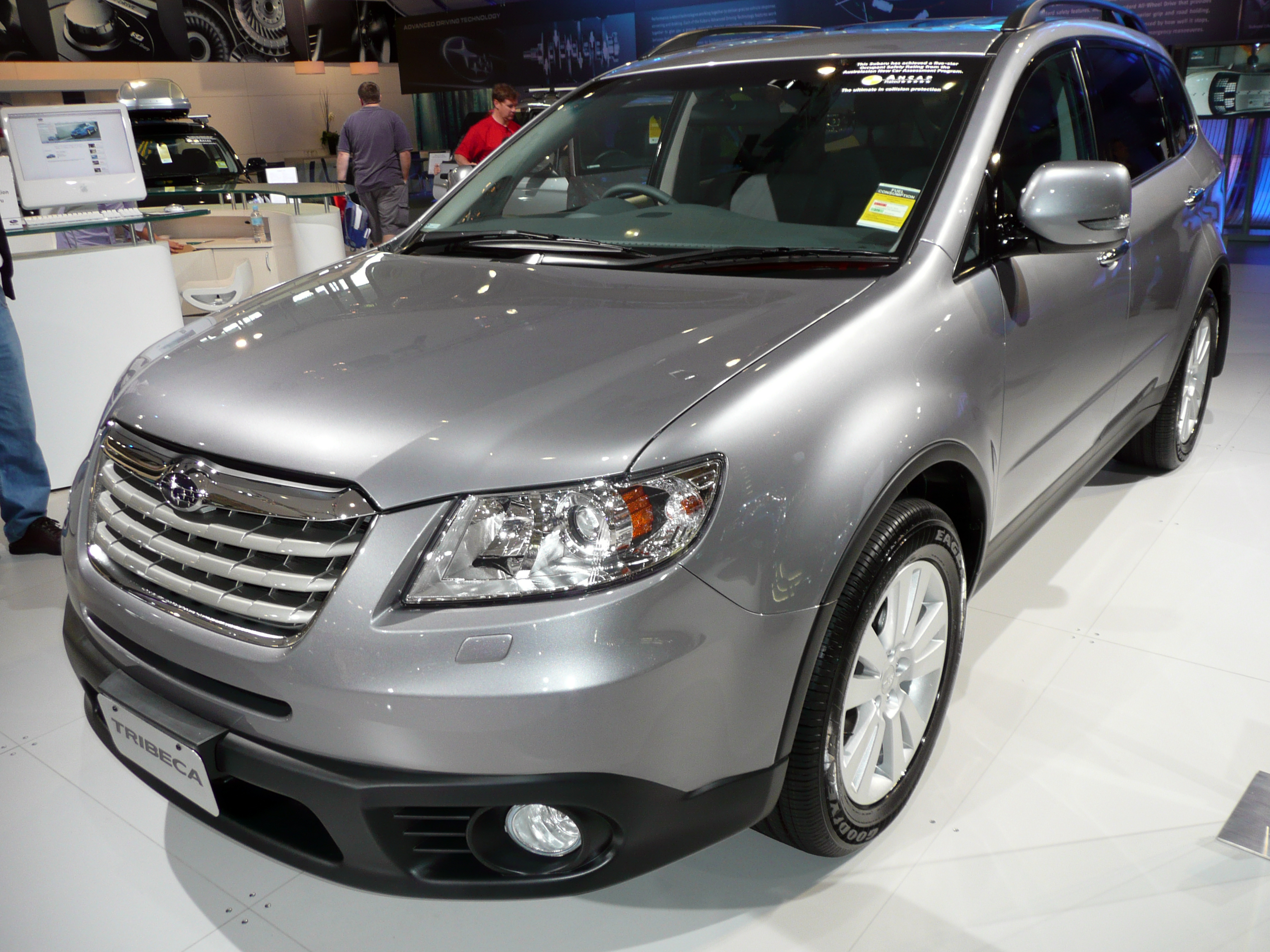
Subaru Tribeca R Premium Pack на выставке 2007 года

В 2007 году автосалон проходил с 11 по 21 октября.
Премьеры:
- Holden Efijy
- BMW CS Concept
- Hyundai Veloster Concept
- Lexus LX 570
- Mazda 3MPS Extreme
- FPV F6X
- Holden Sportwagon
- Holden VE Ute SS V-Series
- Holden Barina
- 2007 Honda CR-V
- 2007 HSV Clubsport R8 20th Anniversary
- 2007 Hyundai H-1
- 2007 Land Rover Freelander 2 (LF) SE i6
- 2007 Mercedes-Benz E-класс (W211)
- 2008 Subaru Impreza WRX WRC
- Toyota Landcruiser
- 2007 Toyota Corolla
- 2006-2007 Toyota Aurion Sportivo ZR6
- Volkswagen Touareg R50
- Nissan Dualis

### 2006

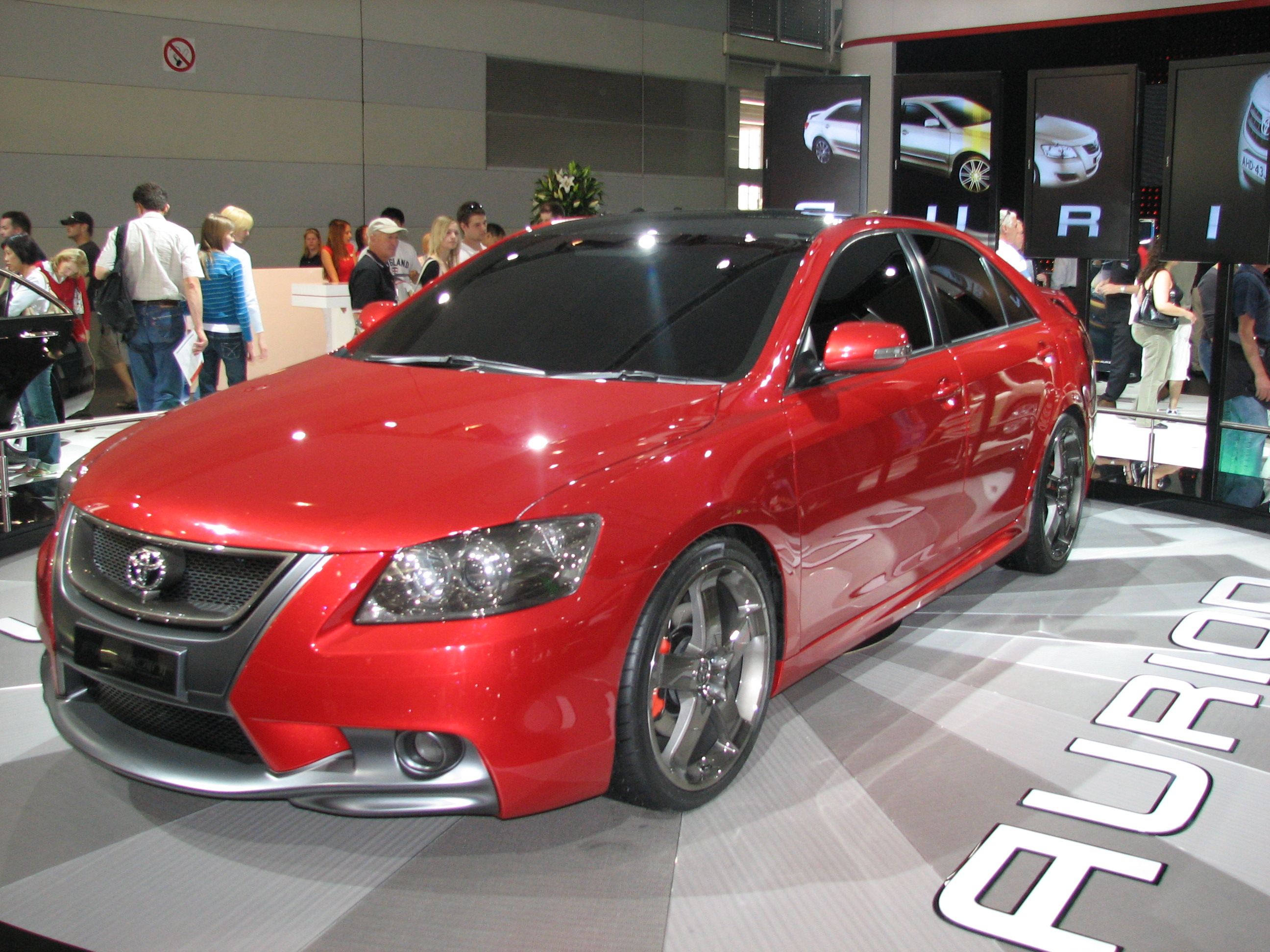
Toyota Aurion Sports Concept на выставке 2006 года

В 2006 году Австралийский международный автосалон проходил с 26 октября по 5 ноября в Сиднее. Свыше 35 ведущих автопроизводителей мира представили здесь свою продукцию, в том числе более 500 моделей машин, из них 55 новинок. За две недели работы сиднейского мотор-шоу его посетили более четверти миллиона австралийцев и туристов со всего мира. Автосалон проходил в самом крупном выставочном павильоне континента — Сиднейский Центр выставок и конференций с выставочной площадью 28 тысяч квадратных метров.
Премьеры:
- BMW E63 M6
- FPV Force 8
- Nissan Foria
- Honda Sports 4
- Holden commodore
- Holden Astra AH Twintop
- HSV VXR
- Mitsubishi TMR 380
- SsangYong Actyon Sports
- Saab Aero
- Subaru Impreza WRX STi
- Suzuki Swift Sport
- Ferrari 599 GTB
- 2006 Toyota Aurion Sports Concept